# Homeomorfia

Egy folyamatos deformálás egy bögre és egy fánk között jól illusztrálja, hogy homeomorfak. Azonban nem szükséges a homeomorfia szempontjából az egymásba deformálhatóság

A topológiában a homeomorfia vagy topológiai izomorfia (a homoios ~ hasonló és a μορφή (morphē) görög szavakból) egy speciális izomorfia topológiai terek között. Két egymással homeomorf tér topológiai szempontból azonos.
Durván fogalmazva egy topológiai tér egy geometriai objektumnak tekinthető, és a homeomorfizmus egy folytonos deformálás (nyújtás, hajlítás stb.), mely egy másik objektummá alakítja. Így például egy kör és egy négyzet homeomorf, sőt egy bögre és egy fánk is (feltéve, hogy a fánk lyukas). De például egy gömb és egy fánk nem (a „lyukasztás” nem megengedett).

## Definíció
Az f függvényt X és Y topológiai terek között homeomorfizmusnak hívjuk, ha
- f bijekció
- f folytonos
- f inverze (f-1) is folytonos.

Ha létezik ilyen függvény, X és Y között, akkor e két teret homeomorfnak mondjuk. A homeomorfizmus ekvivalenciareláció a topológiai terek osztályán. Ezt az ekvivalenciaosztályt homeomorf osztálynak hívjuk.

## Példák

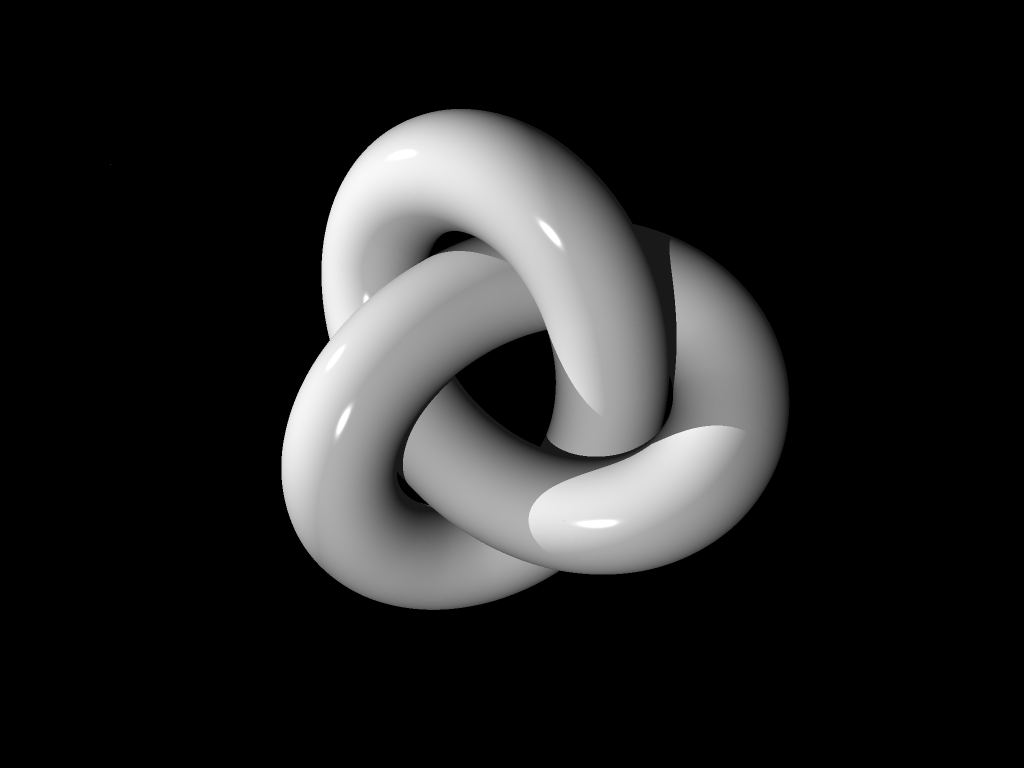
Ez a háromlevelű csomó homeomorf a tórusszal. Bár megfoghatatlannak tűnhet, 4 dimenzióban tényleg egymásba deformálhatóak

- A körlap és a négyzet(lap) az euklideszi síkon (R2) homeomorf (a körlap polárkoordinátázása ugyanis homeomorfizmus)
- A (-1;1) nyílt intervallum homeomorf a valós számok halmazával (például az {\displaystyle {\frac {2}{\pi }}\,\mathrm {arctg} \,(x)} függvény homeomorfizmus a két halmaz között)
- Minden egyenletesen folytonos bijekció (melynek inverze is egyenletesen folytonos), minden bi-Lipschitz bijekció és minden távolságtartó bijekció homeomorfizmus (hiszen ezeknél a folytonossági kitétel közvetlen következmény).
- A gömbfelület egy pontját elhagyva homeomorf a síkkal (a sztereografikus projekció alkalmas homeomorf leképezés)
- Rn és Rm nem homeomorfak, ha n ≠ m (például ez R2 és R3 tekintetében azt jelentené ugyanis, hogy minden gráf síkban rajzolható lenne.)

## Tulajdonságok
- Két egymással homeomorf tér ugyanazokkal a topológiai tulajdonságokkal bír. Például ha egyikük kompakt, akkor a másik is; ha egyikük összefüggő, akkor a másik is. Homeomorf terek homológiacsoportja megegyezik. A tulajdonságok megtartása mindazonáltal nem terjed ki a metrikus terek fogalmaival megfogalmazott tulajdonságokra. Például vannak homeomorf terek, melyek közül az egyik teljes, a másik nem.
- Homeomorfizmus egyszerre nyílt és zárt leképezés, azaz nyílt halmazt nyíltba, zártat zártba képez.
- Az n dimenziós térbeli {\displaystyle S^{n-1}} gömbhéjon definiált topologikus automorfizmus kiterjeszthető az általa határolt {\displaystyle B^{n}} gömb topologikus automorfizmusává (Alexandrov-féle kiterjesztési módszer).

## Kötetlen diszkusszió
Az egymásba deformálhatóság (nyújtás, hajlítás, vágás, ragasztás) megfelelő alkalmazása kis tapasztalatot igényel – talán nem egyértelmű a definícióból, de egy szakaszt nem lehet ponttá deformálni. Továbbá fontos megjegyezni, hogy a fent megadott formális definíció a mérvadó.
A homeomorfizmust ezen karakterisztikája miatt gyakran összetévesztik a homotópiával, ami egy folytonos deformálásnak van definiálva, de függvények között, nem pedig terek között. A homeomorfizmusnál a deformálás elképzelése csak segíti nyomon követni egy X-beli pont helyét az Y-ban – elég csak a deformálás során bejárt útját figyelni. A homotópiában ténylegesen a deformálásról van szó, valamint sokkal gyengébb feltételeket szab, hisz ott egyik függvénynek sem kell bijektívnek lenni.
A homeomorfia szemléltetéséhez adott deformálásnak nevet is adtak (ha a vágás és visszaragasztás nem megengedett): izotópiának hívják az X-beli identitás és az X-ből Y-ba képzett homeomorfizmus között.